# 台灣虎航
台灣虎航（英語：Tigerair Taiwan；IATA代碼：IT, ICAO代碼：TTW, 呼号：Smart Cat）是一家臺灣低成本航空公司，為華航集團旗下三家航空公司之一，亦為目前臺灣唯一的國際低成本航空公司，提供中短程國際航線服務。樞紐及重點機場為桃園國際機場。
台灣虎航由華航集團與欣豐虎航於2014年合資創立，由於成立初期持續虧損，因此在2016年12月起進行資本改組，欣豐虎航將持有的台灣虎航持股及經營權轉讓給華航，成為一間純本土資本的航空公司。2016年威航停止營業後，台灣本國籍的低成本航空公司僅存此一家。2017年，新加坡航空將旗下欣豐虎航合併入酷航，2020年隨著澳洲虎航停止運作後，華航在2021年完全收購了虎航品牌全球所有權。

## 沿革

### 2013－2014
- 2013年
  - 11月母公司華航因復興航空獲准設立低成本航空，加上外籍低成本航空進軍台灣，為保持競爭力開始著手成立低成本航空。設想方案包括：華信航空轉型、與外商低成本航空合資、自行另行籌設。最後由外商低成本航空合資出線，並傳出將是與欣豐虎航、捷星航空、亞洲航空三間公司中選擇一間作為合資夥伴
  - 12月16日新公司在母公司中華航空53週年慶上由中華航空董事長孫洪祥及欣豐虎航總裁郭炳炎共同宣佈開始籌設，新公司將命名為臺灣虎航。預計初始資本額為20億元新台幣（華航集團持股90%、欣丰虎航持股10%）
- 2014年
  - 4月21日台灣虎航正式成立，總公司設於華航松山園區
  - 8月22日在未開航的情況下宣布第一批開航城市名單，包含了台北─新加坡（每日1班，目前已經停飛）
  - 9月2日開放首航航線台北─新加坡的訂位系統，但是因尚未取得民用航空運輸業許可證，所以僅能預先登記
  - 9月15日成功取得交通部民用航空運輸業許可證（Air Operator Certificate, AOC），可合法進行網站售票及營運等商業行為
  - 9月23日在未開航的情況下宣布第二批開航城市名單，包含了台北─曼谷廊曼（每日1班）及台北─清邁（每週4班，目前已停飛）

### 2015－2016
- 2015年
  - 8月3日起由於成本高的原因停飛台北─清邁航線
  - 10月30日冬季班表開始營運，由於載客率因素將台北─東京（成田）、台北─大阪及高雄─澳門航線分別增至每日2班（成田、大阪）及每日1班
- 2016年
  - 3月27日夏季班表開始營運，因載客率因素將台北─新加坡、高雄─東京及高雄─大阪航線分別減至每週5班、4班及3班。但同時也將台北─沖繩航線由每週3班增至每週5班
  - 10月30日冬季班表開始營運，由於載客率因素大部分航班班表都有變動[7]。啟動高雄─大阪、台北─新加坡、台北─澳門的增班計劃。以及高雄─東京、高雄─澳門、台北─福岡、台北─名古屋的減班計劃，由於成本因素也停飛台北─張家界航線
  - 12月14日母公司中華航空正式由新加坡航空手中買回10％股權，臺灣虎航成為純台資低成本航空
  - 12月15日起桃園機場地勤業務收回自營不再由母公司華航代理。且除了自己的地勤業務之外額外在桃園機場接下捷星日本及捷星亞洲的地勤代理

### 2017－2018
- 2017年
  - 1月3日由於成本高的原因停飛台北─新加坡、台北─亞庇航線
  - 3月1日凌晨2時起官方網站新網址上線，並藉此與欣豐虎航脫勾
  - 3月26日夏季班表開始營運，因載客率因素將台北─福岡、台北─仙台、高雄─東京及高雄─大阪航線分別減班至每週4班（福岡、仙台）、每週2班和每週3班。同時也台北─名古屋、台北─沖繩、高雄─澳門及台北─羽田航線分別增班至每週5班、每日2班及每日1班（澳門、羽田）
  - 7月11日啟用新版官網
  - 9月26日啟動會員制度
  - 10月29日冬季班表開始營運，因載客率因素將台北─福岡增班至每日1班以及台北─岡山航線增班至每週5班
  - 11月29日和德威航空簽署共用班號協議，即將在雙方的台韓航線班機上全面共用班號。[8]
  - 12月16日因引進新機有多餘運力，因此將台北─大阪、高雄─澳門、台北─岡山及台北─釜山航線增班至每週18班、每日2班、每週6班及每週5班
- 2018年
  - 3月10日起推出多元支付，在台虎官網訂票後3小時內可在全家便利商店、萊爾富便利商店、OK便利商店服務機台刷出條碼並結帳，統一超商因為系統問題暫時無法提供；同一天可使用信用卡也增加美國運通卡支付。
  - 3月13日起恢復了自2017年6月15日起停止使用的官方手機app
  - 3月22日起台北─釜山、台北─大邱航線開始與德威航空共用班號
  - 3月28日夏季班表開始營運，因載客率因素將台北─仙台、台北─大邱、台北─釜山、高雄─澳門航線分別減班至每週2班（仙台、大邱）每週3班及每日1班。但同時也將高雄─東京、高雄─福岡、高雄─沖繩、台北─岡山航線分別增班至每週4班、每週5班和每日1班（沖繩、岡山）。並提早宣布在5月20日起台北─釜山航線增班至每週5班
  - 5月11日宣布在6月24日起台北─沖繩航線增班至每週17班
  - 9月4日因颱風燕子侵襲日本關西地區並摧毀關西國際機場，導致連續多日取消航班。9月14日起開始有限度復飛，最終在9月21日起全面復飛
  - 9月27日開放自桃園機場出發的自營航班預辦登機服務
  - 10月28日起冬季班表開始營運，因載客率因素將高雄─福岡減班至每週2班。但同時也將台北─仙台、高雄─澳門航線增班至每週5班及每週8班
  - 12月15日起在桃園機場接下韓國濟州航空地勤代理業務

### 2019－2020
- 2019年
  - 3月31日起夏季班表開始營運，因載客率因素將台北─宿霧航線增班至每週5班
  - 5月31日宣布將在同年6月底公布新機租購機計畫
  - 7月1日起因載客率因素將台北─長灘島航線增班至每週5班
  - 7月3日母公司華航董事會上確定推動台灣虎航2020股票上市案，並陸續釋放上市相關細節
  - 8月1日起在桃園機場接下母公司中華航空於晚間9點至隔天凌晨1點的部分地勤業務及地勤代理
  - 8月16日宣布將增購15架A320neo客機投入營運，並依序除役與退租原有的A320
  - 10月11日宣布將在下週一（16日）進行股票登錄興櫃，開始進行股票上市實質手續
  - 10月27日起冬季班表開始營運，因載客率因素將高雄─大阪、台北─巴拉望減班至每週2班；台北─宿霧、台北─長灘島減班至每週3班，還有高雄─澳門航線減班至每日1班。同時也將高雄─東京航線增班至每週5班
  - 12月13日起由於遠東航空結業，台灣虎航在桃園機場接下捷星太平洋航空地勤代理業務
- 2020年
  - 由於2019新型冠狀病毒疫情迅速惡化，2月7日起暫停營運所有澳門航線，2月15日起暫停營運所有菲律賓航線，2月27日起暫停營運所有韓國航線，3月1日起暫停部分日本航線[9]，但因疫情迅速惡化，自3月18日起台灣虎航僅營運台北─東京成田、大阪每週各1班。目前暫定將暫停營運至6月31日（菲律賓、韓國、澳門、日本（除東京成田、大阪）、泰國）
  - 2月21日新版官網介面更新
  - 3月29日起夏季班表開始營運，因載客率因素將台北─仙台航線減班至每週3班；高雄─東京航線減班至每週4班，以及台北─曼谷航線減班至每週5班。同時也將台北─首爾航線增班至每日1班、台北─名古屋增加晚班機每週2班（至6月30日），還有高雄─大阪、名古屋兩航線增班至每週3班，此一班表調度因2019新型冠狀病毒疫情原因已經暫緩
  - 5月7日起首次執飛客艙載貨航班飛往東京
  - 7月5日由於國內新冠肺炎疫情趨緩，離島旅遊熱度大爆發，看好暑假旺季離島旅遊的市場需求，華信航空向同屬華航集團的台灣虎航濕租A320空中巴士客機3架，今日起開始執行華信航空班號部分由松山飛往澎湖及金門航班。[10]
  - 8月6日領先於所有台籍航空推出名為空中米其林的「偽出國」活動，飛至日本九州上空繞一圈後飛回桃園機場，同步贈送邊境開放日起一年有效的日本不限航點機票
  - 8月8日首次舉行航空體驗營，供旅客體驗地勤、空服工作流程，並體驗最新的自助出入境設施，還可進入免稅商店購物
  - 9月19日領先於所有台籍航空推出飛往韓國濟州上空的「韓國偽出國」活動，同步贈送邊境開放日起一年有效的韓國不限航點機票
  - 11月11日領先於所有台籍航空推出「另類升等」的座位選擇：「虎大位（tigerplus）」，此一座位也是疫情期間座艙標準配備。同一時間也推出最新的疫後新餐點，以及最新的公司規劃。

### 2021－2022
- 2021年
  - 由於華人農曆年節將至，為讓台商更容易返台過節，推出了季節性的台北─澳門航線臨時加班機，去程自澳門返回台北於2021年1月23日－2021年1月25日間飛航，返程的台北飛去澳門於2021年2月19日－2021年2月21日間飛航。
  - 7月10日，決定向Tiger Airways Holdings Pte Ltd談判申請購買tigerair商標，以解決長期支付商標授權使用費達到品牌永續經營[11]。
  - 11月15日宣布經歷長達一年多的停飛後，將於12月起逐步復飛台北（桃園）─澳門、東京（成田）、大阪（關西）、首爾（仁川）等4條航線。
- 2022年
  - 買下「Tigerair」品牌的所有權後，正式成為全球唯一使用「Tigerair」品牌的航空公司，台灣虎航強調，自己是低成本航空，並不是廉價航空，是把購買搭機加值服務的自主權還給旅客。期間雖經歷新冠疫情重創航空業，但台灣虎航化危機為轉機，以極扁平化的組織靈活應變，在疫情期間推出創新的消費體驗和機上服務，例如鹽酥雞、米其林綠星餐點、微旅行、航空體驗營等[12]。
  - 5月23日宣布開賣2022－2023年冬季航班，復飛台北（桃園）─東京（成田）、東京（羽田）、大阪（關西）、岡山、福岡、沖繩（那霸）、首爾（仁川）、釜山、曼谷（廊曼）及高雄─東京（成田）、大阪（關西）、福岡、沖繩（那霸）等航線。
  - 6月27日宣布9月1日開航台北（桃園）─札幌（新千歲）航線，並自8月16日起增加2022年夏季航班。原僅台北（桃園）─東京（成田）、大阪（關西）2條航線少量航行，除增加上述2航線航班外，並復飛台北（桃園）─東京（羽田）、名古屋（中部）、福岡、沖繩（那霸）、首爾（仁川）、曼谷（廊曼）等航線。
  - 12月8日開賣台北（桃園）─新潟航線。[13]
- 2024年：虎航上市股票市場，華航持股改為67%[14]。

### 年載客人次
- 2014：50,329人（首航日開始計算）
- 2015：654,921人（年增加604,592人）
- 2016：1,415,864人（年增加760,943人）
- 2017：2,139,446人（年增加723,582人）
- 2018：2,565,819人（年增加426,373人）
- 2019：2,783,726人（年增加217,907人）
- 2020：344,602人（年減少2,439,124人）
- 2021：1,566人（年減少343,036人）
- 2022：151,717人（年增加150,151人）
- 2023：2,202,378人（年增加2,050,661人）
- 2024：2,871,052人（年增加668,674人）
- 2025：1—5月載客1,199,969人（較去年同期增加47,054人）

### 載客紀錄
截至2025年5月共搭載16,481,389人
- 2015年9月30日：開航以來總搭乘人數突破50萬人
- 2016年4月8日：開航以來總搭乘人數突破100萬人
- 2016年9月8日：2016年載客總人次突破100萬人
- 2016年12月16日：開航以來總搭乘人數突破200萬人
- 2017年6月21日：開航以來總搭乘人數突破300萬人
- 2017年7月2日：2017年載客總人次突破100萬人
- 2017年12月7日：開航以來總搭乘人數突破400萬人
- 2017年12月9日：2017年載客總人次突破200萬人
- 2018年4月：開航以來總搭乘人數突破500萬人
- 2018年5月：2018年載客總人次突破100萬人
- 2018年8月：開航以來總搭乘人數突破600萬人
- 2018年10月：2018年載客總人次突破200萬人
- 2019年1月：開航以來總搭乘人數突破700萬人
- 2019年5月：2019年載客總人次突破100萬人
- 2019年6月：開航以來總搭乘人數突破800萬人
- 2019年9月：2019年載客總人次突破200萬人
- 2019年10月：開航以來總搭乘人數突破900萬人
- 2022年11月：開航以來總搭乘人數突破1000萬人
- 2023年7月：2023年載客總人次突破100萬人
- 2023年12月：2023年載客總人次突破200萬人
- 2024年5月：2024年載客總人次突破100萬人
- 2024年9月：2024年載客總人次突破200萬人
- 2025年5月：2025年載客總人次突破100萬人

2020年3月至2022年均受2019新型冠狀病毒疫情影響

## 航點
台灣虎航於2014年9月26日首航，當年度就已飛進曼谷和澳門，在2015年則飛進東北亞的大多數重點城市，並在2016年開始深入經營東北亞地區的旅遊勝地。
台灣虎航在2018年底開始將航點開展方向轉向東南亞。目前共飛航日本、韓國、澳門、泰國、菲律賓及越南等地區，更是飛航日本、韓國最多航點的國籍航空。
台灣虎航在2016年12月前均以定期航線為主，僅以飛機空機飛渡的空檔以及農曆年期間執行包機勤務。因台灣虎航財務在初期較為困窘，在大股東華航取得全數股權後決定協助台灣虎航增加並穩定收益，因此將許多已經開發成功的包機航點交給台灣虎航經營，希望能利用包機的固定收入穩定台灣虎航的財務結構。由於台灣虎航積極宣傳包機業務時正巧碰上復興航空突發性解散，使得原來找復興航空的包機商轉投入台灣虎航，使台灣虎航包機生意得以快速漸入佳境。
台灣虎航航網開航日期如下：
| 台灣虎航航點一覧表（2025年夏季班表） | 台灣虎航航點一覧表（2025年夏季班表） | 台灣虎航航點一覧表（2025年夏季班表） | 台灣虎航航點一覧表（2025年夏季班表） | 台灣虎航航點一覧表（2025年夏季班表）                       | 台灣虎航航點一覧表（2025年夏季班表）                          | 台灣虎航航點一覧表（2025年夏季班表）      | 台灣虎航航點一覧表（2025年夏季班表）                                |
| 國家                                 | 開航城市                             | IATA                                 | ICAO                                 | 飛航機場                                                   | 開航日期                                                      | 班次                                      | 備註                                                                |
| ------------------------------------ | ------------------------------------ | ------------------------------------ | ------------------------------------ | ---------------------------------------------------------- | ------------------------------------------------------------- | ----------------------------------------- | ------------------------------------------------------------------- |
| 中華民國                             | 臺北                                 | TPE                                  | RCTP                                 | 桃園國際機場                                               | 2014年9月26日                                                 | 樞紐機場                                  |                                                                     |
| 中華民國                             | 高雄                                 | KHH                                  | RCKH                                 | 高雄國際機場                                               | 2014年12月18日                                                | 重點機場                                  |                                                                     |
| 中華民國                             | 臺中                                 | RMQ                                  | RCMQ                                 | 臺中國際機場                                               | 2017年3月29日                                                 |                                           |                                                                     |
| 泰國                                 | 曼谷                                 | DMK                                  | VTBD                                 | 廊曼國際機場                                               | 臺北：2014年11月14日                                          | 臺北：每週-班                             | 暫停飛航                                                            |
| 泰國                                 | 布吉                                 | HKT                                  | VTSP                                 | 布吉國際機場                                               | 臺北：2023年5月10日                                           | 臺北：每週3班                             |                                                                     |
| 日本                                 | 東京                                 | NRT                                  | RJAA                                 | 成田國際機場                                               | 臺北：2015年4月2日 高雄：2015年9月1日 台中：2024年7月2日      | 臺北：每週21班 高雄：每週4班 臺中：暫停中 |                                                                     |
| 日本                                 | 沖繩                                 | OKA                                  | ROAH                                 | 那霸機場                                                   | 臺北：2015年6月29日 高雄：2017年3月4日                        | 臺北：每日1班 高雄：每日1班               |                                                                     |
| 日本                                 | 大阪                                 | KIX                                  | RJBB                                 | 關西國際機場                                               | 臺北：2015年7月3日 高雄：2015年7月3日                         | 臺北：每週16班 高雄：每週5班              |                                                                     |
| 日本                                 | 東京                                 | HND                                  | RJTT                                 | 東京國際機場                                               | 台北：2015年12月19日                                          | 臺北：每日1班                             | 限紅眼航班時段飛航（晚上11時至隔日清晨6時，成田機場宵禁時段時飛航） |
| 日本                                 | 福岡                                 | FUK                                  | RJFF                                 | 福岡機場                                                   | 台北：2016年1月28日 高雄：2017年12月18日                      | 臺北：每日1班 高雄：每週2班               |                                                                     |
| 日本                                 | 名古屋                               | NGO                                  | RJGG                                 | 中部國際機場                                               | 台北：2016年1月29日 高雄：2018年7月1日 台中：2024年7月1日     | 臺北：每週5班 高雄：每週3班 臺中：每週3班 | 2025年7月4日至10月25日台中復航每週3班                               |
| 日本                                 | 仙台                                 | SDJ                                  | RJSS                                 | 仙台機場                                                   | 台北：2016年6月29日 高雄：2025年7月16日                       | 臺北：每週3班 高雄：每週3班               |                                                                     |
| 日本                                 | 岡山                                 | OKJ                                  | RJOB                                 | 岡山機場                                                   | 台北：2016年7月14日 高雄：2024年10月27日                      | 臺北：每日1班 高雄：每週3班               |                                                                     |
| 日本                                 | 函館                                 | HKD                                  | RJCH                                 | 函館機場                                                   | 台北：2016年8月12日                                           | 臺北：每週5班                             |                                                                     |
| 日本                                 | 小松                                 | KMQ                                  | RJNK                                 | 小松機場                                                   | 台北：2018年1月18日                                           | 臺北：每週2班                             |                                                                     |
| 日本                                 | 茨城                                 | IBR                                  | RJAH                                 | 茨城機場                                                   | 台北：2018年3月26日 高雄：2024年4月9日                        | 臺北：每週2班 高雄：每週-班               | 高雄暫停飛航                                                        |
| 日本                                 | 旭川                                 | AKJ                                  | RJEC                                 | 旭川機場                                                   | 台北：2018年3月27日                                           | 臺北：每週2班                             |                                                                     |
| 日本                                 | 佐賀                                 | HSG                                  | RJFS                                 | 佐賀機場                                                   | 台北：2018年7月29日                                           | 臺北：每週2班                             |                                                                     |
| 日本                                 | 花卷                                 | HNA                                  | RJSI                                 | 花卷機場                                                   | 台北：2018年8月1日                                            | 臺北：每週2班                             |                                                                     |
| 日本                                 | 札幌                                 | CTS                                  | RJCC                                 | 新千歲機場                                                 | 台北：2022年10月16日 高雄：2025年1月21日                      | 臺北：每日1班 高雄：每週3班               |                                                                     |
| 日本                                 | 新潟                                 | KIJ                                  | RJSN                                 | 新潟機場                                                   | 台北：2023年1月17日                                           | 臺北：每週2班                             |                                                                     |
| 日本                                 | 高知                                 | KCZ                                  | RJOK                                 | 高知機場                                                   | 台北：2023年11月1日                                           | 臺北：每週2班                             |                                                                     |
| 日本                                 | 秋田                                 | AXT                                  | RJSK                                 | 秋田機場                                                   | 台北：2023年12月10日                                          | 臺北：每週2班                             |                                                                     |
| 日本                                 | 福島                                 | FKS                                  | RJKS                                 | 福島機場                                                   | 台北：2024年4月2日                                            | 臺北：每週2班                             |                                                                     |
| 日本                                 | 宮崎                                 | KMI                                  | RJFM                                 | 宮崎機場                                                   | 台北：2024年11月26日                                          | 臺北：每週1班                             |                                                                     |
| 日本                                 | 大分                                 | OIT                                  | RJFO                                 | 大分機場                                                   | 台北：2025年4月2日                                            | 臺北：每週2班                             |                                                                     |
| 日本                                 | 鳥取                                 | YGJ                                  | RJOH                                 | 米子機場                                                   | 台北：2025年5月29日                                           | 臺北：每週2班                             |                                                                     |
| 日本                                 | 石垣島                               | ISG                                  | ROIG                                 | 新石垣機場                                                 | 台北：2025年7月17日                                           | 臺北：每週2班                             |                                                                     |
|                                      | 大邱                                 | TAE                                  | RKTN                                 | 大邱國際機場                                               | 台北：2016年5月5日                                            | 臺北：每週-班                             | 暫停飛航                                                            |
| 釜山                                 | PUS                                  | RKPK                                 | 金海國際機場                         | 台北：2017年1月19日 台中：2024年7月3日                     | 臺北：每日1班 臺中：每週-班                                   | 此航線和德威航空共用班號                  |                                                                     |
| 濟州                                 | CJU                                  | RKPC                                 | 濟州國際機場                         | 台北：2017年3月28日 高雄：2025年6月30日 台中：2025年7月1日 | 臺北：每日1班 高雄：每週4班 臺中：每週2班                     | 2025年7月1日至10月25日復航每週2班         |                                                                     |
| 首爾                                 | ICN                                  | RKSI                                 | 仁川國際機場                         | 台北：2020年1月3日                                         | 臺北：每日1班                                                 |                                           |                                                                     |
| 首爾                                 | GMP                                  | RKSS                                 | 金浦國際機場                         | 高雄：2023年6月30日                                        | 高雄：每週4班                                                 |                                           |                                                                     |
| 菲律賓                               | 宿霧                                 | CEB                                  | RPVM                                 | 宿霧國際機場                                               | 台北：2018年12月1日                                           | 臺北：每週-班                             | 暫停飛航                                                            |
| 菲律賓                               | 長灘島                               | KLO                                  | RPVK                                 | 卡利博國際機場                                             | 台北：2019年4月2日                                            | 臺北：每週-班                             | 暫停飛航                                                            |
| 菲律賓                               | 巴拉望                               | PPS                                  | RPVP                                 | 公主港國際機場                                             | 台北：2019年6月7日                                            | 臺北：每週-班                             | 暫停飛航                                                            |
| 越南                                 | 峴港                                 | DAD                                  | VVNB                                 | 峴港國際機場                                               | 台北：2022年12月24日 高雄：2023年3月29日                      | 臺北：每日1班 高雄：每週5班               |                                                                     |
| 越南                                 | 富國島                               | DAD                                  | VVNB                                 | 富國國際機場                                               | 台北：2024年4月2日                                            | 臺北：每週3班                             |                                                                     |
| 中华人民共和国                       | 無錫                                 | WUX                                  | ZSWX                                 | 蘇南碩放國際機場                                           | 台北：2017年9月23日                                           | 臺北：每週3班                             | 此航線和中華航空共用班號 並由華航B737-800飛航                       |
| 中华人民共和国                       | 澳門                                 | MFM                                  | VMMC                                 | 澳門國際機場                                               | 臺北：2014年12月17日 高雄：2014年12月18日 臺中：2017年3月29日 | 臺北：每週4班 高雄：每日1班 臺中：暫停中  | 此航點和中華航空香港、廣州、深圳航點聯營                            |
| 可能開航                             |                                      |                                      |                                      |                                                            |                                                               |                                           |                                                                     |
| 中华人民共和国                       | 泉州                                 | JJN                                  | ZSQZ                                 | 泉州晉江國際機場                                           | 台北出發，仍未知                                              | 臺北：每週4班                             | 航權已取得                                                          |
| 中华人民共和国                       | 義烏                                 | YIW                                  | ZSYW                                 | 義烏機場                                                   | 台北出發，仍未知                                              | 臺北：每週3班                             | 航權已取得                                                          |
| 中华人民共和国                       | 香港                                 | HKG                                  | VHHH                                 | 香港國際機場                                               | 台北出發，仍未知 高雄出發，仍未知                             | 臺北：每日1班 高雄：每日1班               | 航權已取得                                                          |
| 菲律賓                               | 馬尼拉                               | MNL                                  | RPLL                                 | 馬尼拉國際機場                                             | 台北出發，仍未知                                              | 臺北：每日1班                             | 航權已取得，並已獲得時間帶 等待機場跑道整修完成                     |
| 越南                                 | 河內                                 | HAN                                  | VVNB                                 | 內排國際機場                                               | 台北出發，仍未知                                              | 臺北：每週5班                             | 航權已取得                                                          |
| 越南                                 | 胡志明市                             | SGN                                  | VVTS                                 | 新山一國際機場                                             | 台中出發，仍未知                                              | 台中：每週7班                             | 航權已取得                                                          |
| 越南                                 | 芹苴市                               | VCA                                  | VVCM                                 | 芹苴國際機場                                               | 台北出發，仍未知                                              | 台北：每週班次不確定                      | 爭取航權                                                            |
| 停飛航線                             |                                      |                                      |                                      |                                                            |                                                               |                                           |                                                                     |
| 泰國                                 | 清邁                                 | CNX                                  | VTCC                                 | 清邁國際機場                                               | 台北：2014年11月14日                                          | 臺北：每週4班                             | 2015年8月3日起停飛                                                  |
| 中华人民共和国                       | 張家界                               | DYG                                  | ZGDY                                 | 張家界荷花國際機場                                         | 台北：2015年12月12日                                          | 臺北：每週2班                             | 2016年10月30日起停飛                                                |
| 新加坡                               | 新加坡                               | SIN                                  | WSSS                                 | 新加坡樟宜機場                                             | 台北：2014年9月26日                                           | 臺北：每日1班                             | 2017年1月3日起停飛                                                  |
| 马来西亚                             | 亞庇                                 | BKI                                  | WBKK                                 | 亞庇國際機場                                               | 台北：2016年3月18日                                           | 臺北：每週4班                             | 2017年1月3日起停飛                                                  |

台灣虎航在2019新型冠狀病毒疫情期間所營運的航點：
| 台灣虎航航點一覧表（疫情期間） | 台灣虎航航點一覧表（疫情期間） | 台灣虎航航點一覧表（疫情期間） | 台灣虎航航點一覧表（疫情期間） | 台灣虎航航點一覧表（疫情期間） |
| ------------------------------ | ------------------------------ | ------------------------------ | ------------------------------ | ------------------------------ |
| 國家/地區                      | 城市                           | 機場                           | 每週班次                       | 飛航期間                       |
| 中華民國                       | 臺北                           | 桃園國際機場                   | 樞紐機場                       | 樞紐機場                       |
| 日本                           | 東京                           | 成田國際機場                   | 每週2班（週四、六）            | 2021年12月25日起               |
| 日本                           | 大阪                           | 關西國際機場                   | 每週1班（週五）                | 2022年1月14日起                |
| 澳門                           | 澳門                           | 澳門國際機場                   | 每週2班（週三、六）            | 2021年12月25日起               |
|                                | 首爾                           | 仁川國際機場                   | 每週1班（週五）                | 2022年1月14日起                |

### 共用班號合作夥伴
台灣虎航與以下航空公司簽訂代碼共享協議：
- 中華航空
- 德威航空
- 華信航空（聯營、濕租）
- 捷星航空（聯程合作以及全新合作購票平台）（合作方包含旗下捷星亞洲航空、捷星太平洋航空、捷星日本航空）

## 機隊

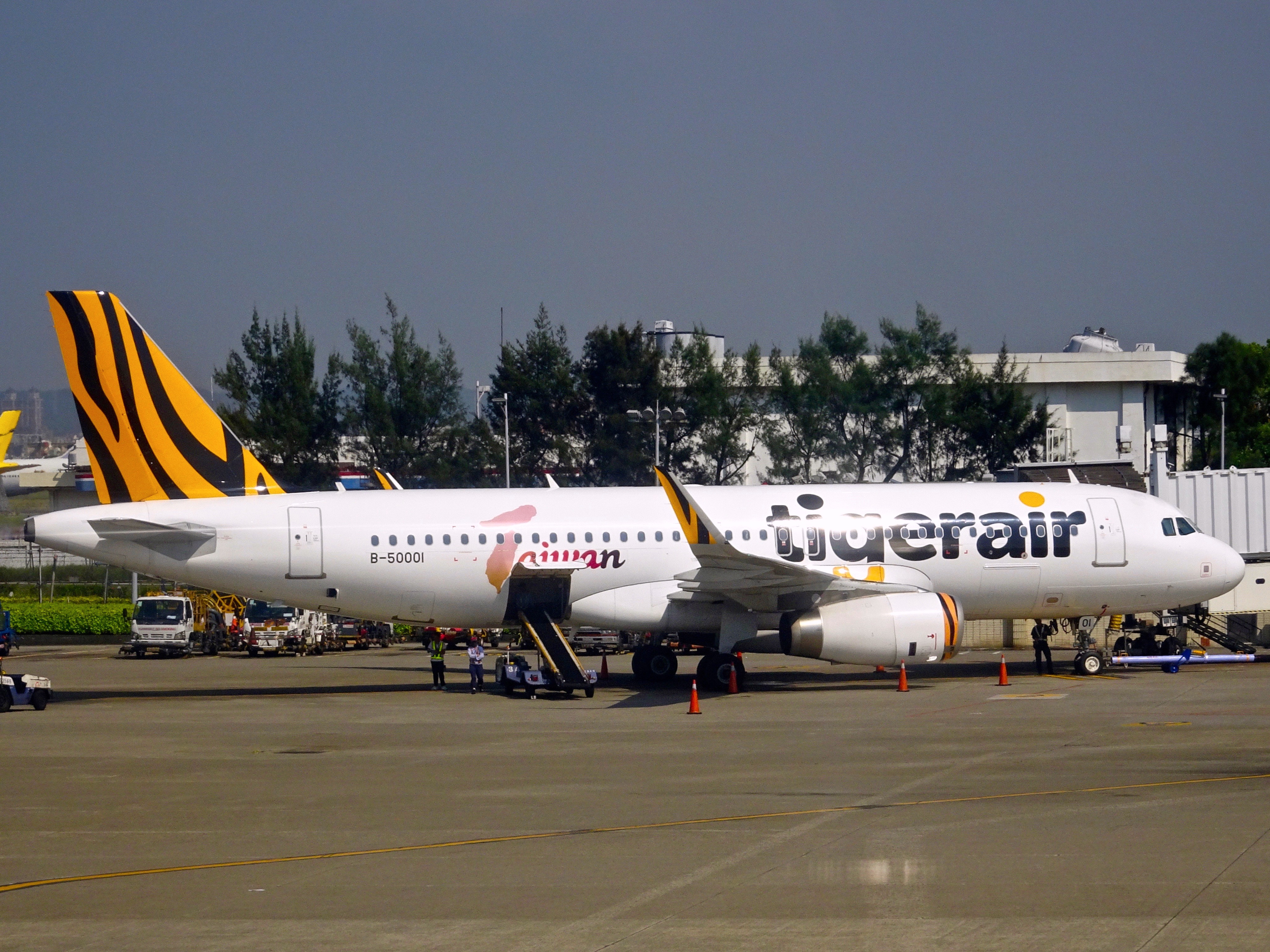
台灣虎航旗下第一架飛機（B-50001）停在桃園國際機場

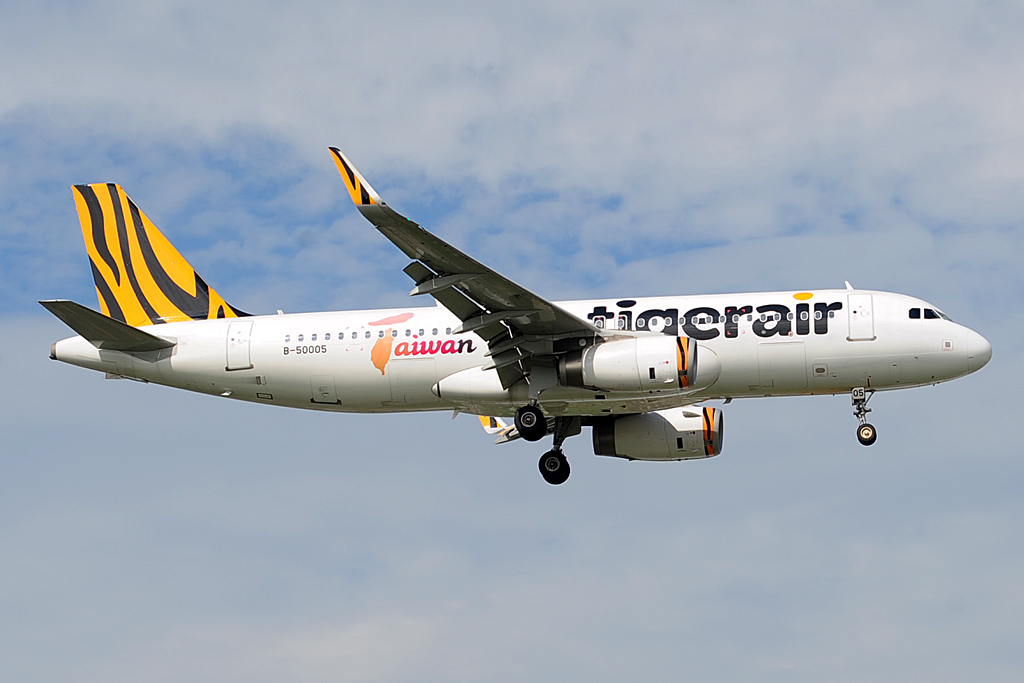
台灣虎航旗下第三架客機（B-50005）準備降落在桃園國際機場

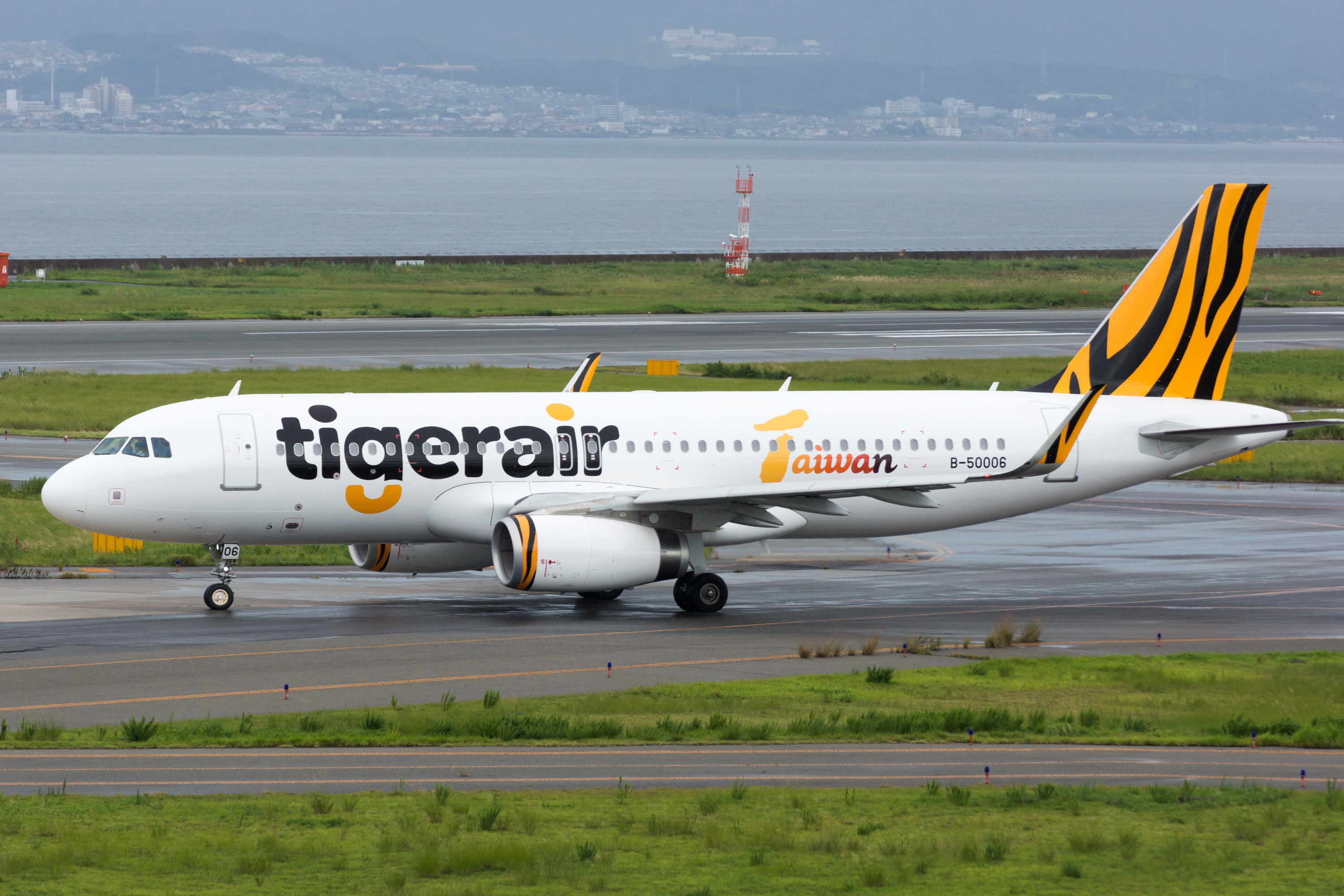
台灣虎航旗下第四架飛機（B-50006）於大阪關西國際機場滑行。

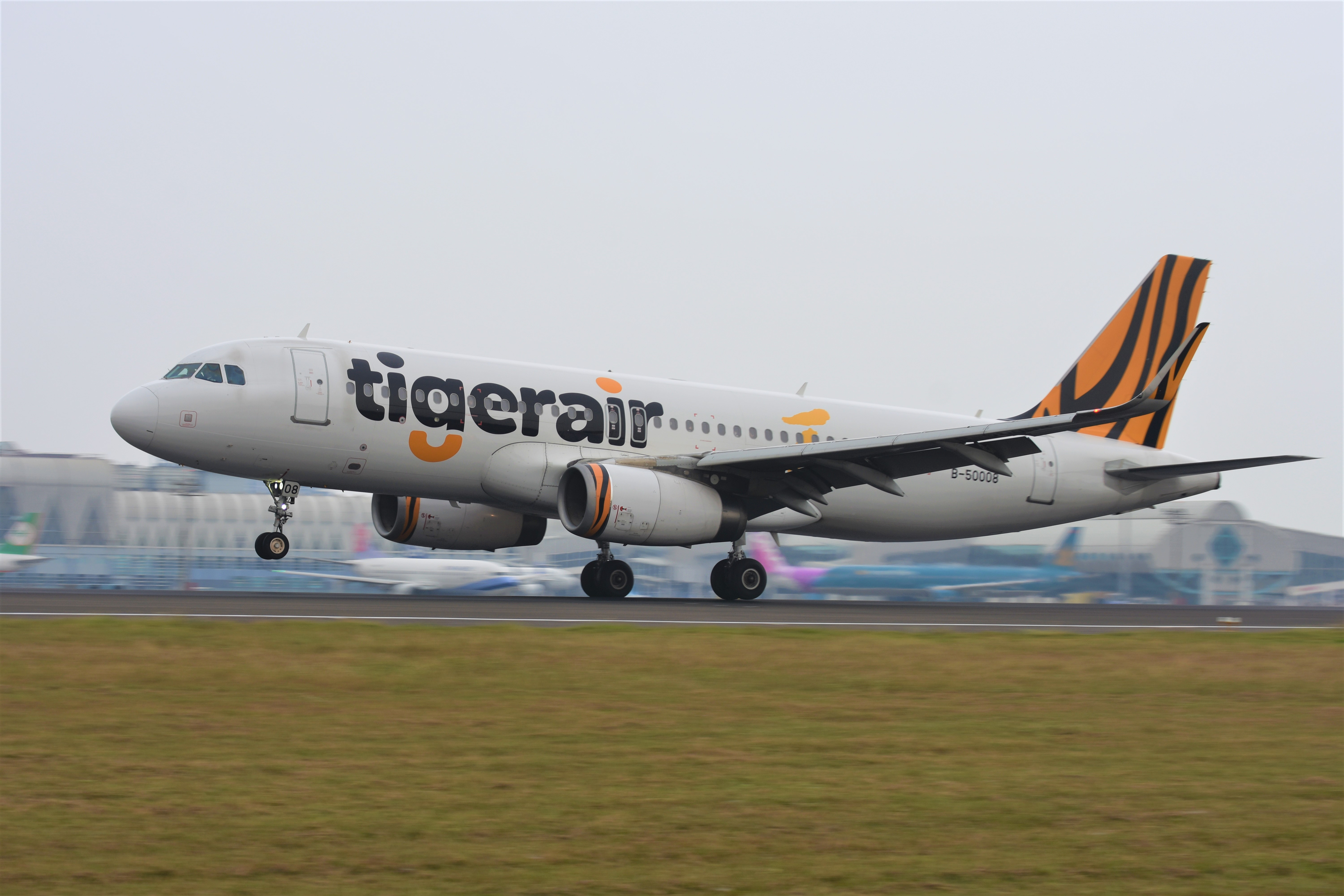
台灣虎航的A320客機正在於高雄國際機場起飛 (B-50008)

截至2025年7月底，台灣虎航有以下飛機，平均機齡為6.2年。且在復興航空倒閉後成為唯一擁有空中巴士A320的國籍航空。配置則是低成本航空慣用的全經濟艙180個座位。
除了自行租購新機，台灣虎航也向新加坡虎航租賃2架於2011年交機的A320-232傳統型客機以滿足航線網路的擴張。
台灣虎航未來的機隊規劃以和母公司華航及華信航空相同飛機製造公司的機型為準，並依該班次搭乘人數多寡，可和母公司華航及華信航空進行客機調度以降低營運成本。
由於台灣虎航的現有機隊將在2024年起陸續屆齡10年，已達內部汰換標準。因此擬定最新租購機計劃，並且已經於2019年8月提出，目前確定引進15架空中巴士A320neo客機取代原有的A320。第一架於2021年3月底交付，並於同年4月8日公開發表。
2025/08臺灣虎航的機隊如下：

### 未來評估採購機型
- 空中巴士A321-271NY（A321XLR）

### 客艙配置
台灣虎航旗下所有飛機客艙內部均僅設置經濟艙單一艙等。
機艙內部均設有180個3-3配置的座位，座椅間距為71至96公分之間。乘客則必須透過官網預先訂購或上機付費的方式才能享用機上餐點。
經濟艙目前配置有三種等級的座椅，但僅有椅距長短的差異，座椅配置、系統功能和座椅寬度都相同，且均無配置機上娛樂系統。

### 公司標誌及塗裝
台灣虎航機身在引擎前緣、翼尖小翼、垂直尾翼均漆塗虎紋以及機身巨大的「tigerair」字樣呈現溫馨（warm）、熱情（passionate）與真誠（genuine）的服務特色，字母「g」象徵老虎的尾巴，同時隱含了一個橙色的微笑符號；而灰色和橙色「i」的兩點設計，則是航空公司與客人之間的友好連接。商標上的兩個「i」上頭的小圓點，更像是服務人員對著人微笑的眼睛。除此之外，機身後方額外漆塗有由亮到暗漸層設計的Taiwan字樣。公司標誌則是除了虎航集團所使用的tigerair logo之外，在右下方加上了Taiwan或台灣虎航的字樣。
- B-50021（A320neo）：A320neo聯名形象彩繪機（紀念全台首架A320neo）

## 旅客服務

### 票價方案
台灣虎航提出三種機票方案供旅客選擇，分別是票價最便宜但規定最嚴格且不提供所有額外服務的「tigerlight」方案以及票價較貴但規定較彈性且提供部分額外服務的「tigersmart」方案還有票價最貴但規定最彈性且提供所有額外服務的「tigerpro」方案。
「tigerlight」是一種僅提供一項最基本服務的票價選擇，僅有提供10公斤免費手提行李額度，等同於以前的「light輕裝旅行」。
「tigersmart」則是一項有提供三項服務的票價選擇，提供10公斤免費手提行李額度外，還有提供20公斤免費托運行李額度和免費選擇虎厝邊座位的服務，是以前的「combo超值組合」的改良版本
「tigerpro」則是目前台灣虎航最高級的票價選擇，除提供10公斤免費手提行李額度外，還有提供20公斤免費託運行李額度、免費選擇該班機所有尚未選位之座位、免費餐點選擇和一次性免除變更日期手續費（機票差價另計），是從未在台灣虎航出現過的全新票價方案。

### 選座方案
台灣虎航在機上提供四種座位選擇，疫情時僅會提供單一座位選擇
「虎厝邊（tigerbuddy）」座位間距為71公分，座位為第5~11排及第14~30排之間的座位。這種座位如選擇「tigersmart」或「tigerpro」方案者預先選位時無需選位費用，但是如果是選擇「tigerlight」方案者預先選位時則須付出額外的選位費用，在台灣虎航每一架飛機上均為144個座位，原來名稱為標準位。
「虎快客（tigerquicker）」座位間距為71公分，座位位於前方第3、4排，乘客可付費預先選取前排座位以達到優先下機的要求。這種座位如選擇「tigerpro」方案者預先選位時無需選位費用，但是選擇「tigersmart」或「tigerlight」方案者預先選位時則需要付出額外的選位費用。但虎快客的選位費均較虎舒適來的低，在台灣虎航每一架飛機上均為18個座位，原來名稱為前排位。
「虎舒適（tigercomfort）」座位位於第12、13排，擁有比虎快客更大的腿部伸展空間。這類型的座位的預訂及選位費也較虎快客昂貴，是全機最昂貴的座位區域。這種座位如選擇「tigerpro」方案者預先選位時無需選位費用，但是選擇「tigersmart」或「tigerlight」方案者預先選位時則需要付出額外的選位費用。由於該座位均配置於緊急逃生門或機艙門旁，需要在危急情況協助空服員執行逃生程序，所以須符合台灣民航法規的乘客才可乘坐，在台灣虎航每一架飛機上均為18個座位，原來名稱為特別位。
「虎大位（tigerplus）」座位位於第1、2排，利用特別研發的間隔墊，可將原本的3個座位調整為2個座位，創造出個人的獨立空間，並延伸座椅的寬度。在疫情期間還能大幅避免與相鄰旅客肢體上的碰觸並降低感染機率。因此這也是疫情期間台灣虎航提供的唯一一種座位選擇，這也是台灣虎航領先台灣航空業首先推出的「另類升等」座位。
另外，第11、12、30排因受逃生動線考量、此排座椅椅背無法傾斜；也為了安全起見，第1、12、13排無法使用延伸安全帶。

### 機上餐點
台灣虎航於部分票價制度中無提供免費餐點，需額外購買。
台灣虎航依航線長短提供不同的餐點，航程兩小時以上的航班即有全套熱餐，但在航程兩小時以內的航班僅提供冷食漢堡。

### 託運行李及手提行李
台灣虎航的所有票價方案內均有包含提供10公斤免費手提行李額度。托運行李則是依乘客自行在購票時所選擇的票價方案而定。

### 書報雜誌
台灣虎航於機艙內並未提供除「機上雜誌」以外之書報雜誌供旅客閱覽，機上提供三種「機上服務與販售雜誌」供旅客翻閱，分別是：
tigertales是台灣虎航機上雜誌，裡面包含台灣虎航最新訊息、台灣虎航航線圖、旅遊最新訊息、介紹新進空服員、公司所屬航點深度遊、旅遊達人建議等
tigershop是台灣虎航的免稅品販售雜誌，雜誌前半部將免稅品按照品項分門別類，後半部則將免稅品按照各公司分門別類。可以用自己習慣的方式找尋想購買的商品
tigerbites是台灣虎航的餐點販售雜誌，裡面包含正餐、點心、酒類、茶類、果汁可選擇。由於是台灣籍航空公司，大部分餐點均是台灣傳統美食小吃，但因有外籍旅客搭乘，所以也推出部分類似越式、泰式、日式、韓式、粵式和葡式的餐點

### 轉機
台灣虎航的轉機服務名叫 tigerconnect 轉機服務，可以讓外籍旅客不必通過中華民國海關、移民證照查驗或提領行李，如果需台灣簽證地區人民也不需辦理入境臺灣的旅遊簽證。
台灣虎航強制規定在桃園國際機場轉機時間大於2小時且小於12小時之內，或在高雄國際機場轉機時間大於2小時且小於6小時之內，必須購買 tigerconnect 轉機服務。在規定時間以外就不一定要購買此服務，但是就必須通過中華民國海關、移民證照查驗或提領行李，然後到出境區域再次進行報到。
自2018年10月28日起轉機服務將免費提供，無需付費購買。

### 哩程酬賓計畫
台灣虎航的哩程酬賓計畫名為「tigerclub會員回饋專案」，成立於2017年9月26日。
台灣虎航自2017年9月26日起開啟「tigerclub會員回饋專案」系統，並於同日起開始進行搭機金額累計。只要擁有會員身份均可在每次飛行後自行登入系統輸入購票紀錄，台灣虎航在確定紀錄確實後將有購票金額的1%成為回饋金進入回饋帳戶。
台灣虎航也已經啟動第二階段系統，當回饋金累計至100點以上即可申請折抵。會員可申請兌換回饋金為voucher於台灣虎航官網進行使用，每次申請兌換單位以百為單位，回饋金抵用券電子序號可用於折抵機票金額（新訂位，不包括支付變更票價差額或其他原訂單內之變動等成立新訂單之情形）、託運行李額度、預選座位及機上餐點之金額，不能用於支付免稅品、超額行李費、付款手續費、稅金及保險費或任何非前述四種款項之金額。

## 評等

### 讀者文摘
- 2016：讀者信譽品牌「低成本航空類」白金獎
- 2017：讀者信譽品牌「低成本航空類」白金獎
- 2018：讀者信譽品牌「低成本航空類」白金獎
- 2019：讀者信譽品牌「低成本航空類」白金獎
- 2020：讀者信譽品牌「低成本航空類」白金獎

### 30雜誌
- 2016：30 young世代品牌大調查中「廉價航空公司」品項中的「最常使用品牌」及「最理想品牌」冠軍

### 台北國際旅展
- 2016：攤位最佳人氣獎
- 2018：攤位最佳設計獎
- 2019：最佳展館獎

### 台灣觀光節
- 2017：台灣觀光貢獻獎日本組獲獎公司（唯一獲獎航空公司）

### 日本航空協會
- 2017：cp值最高航空公司

### 世界旅遊大獎
- 2018：亞洲地區最佳低成本航空公司（入圍）、亞洲地區最佳效率表現之低成本航空公司（入圍）

## 爭議事件
- 2017年5月22日，台灣虎航一名副機師向媒體爆料其花費一年時間所拍攝，總共八位正機師疑似在執勤時睡覺的照片，在網路上引起軒然大波。台灣虎航表示將從嚴認定，並將爆料副機師與三位可能在執勤時間睡覺的機師停職調查。在傍晚時向外公布已將三位可能睡覺的機師記2次申誡，總機師未負起督導責任記1次申誡，而爆料副機師也因未盡呼喚之責有失職嫌疑，因此持續調查中。[19]
- 2017年7月25日，台灣虎航在上午10:00開放2017年第一波冬季班表訂位。由於這次是台灣虎航更新網路系統以來第一次大型優惠，一開賣隨即因為系統異常網站因而無法訂票，讓網友紛紛湧入台灣虎航臉書粉絲頁表達不滿。由於台灣虎航的開賣時間為上班時間，所以本次有許多上班族是上班期間偷偷上線訂票，但是訂票頁面卻無法使用，一直出現Q版台灣虎航飛機閃爍的等待訊號，一直無法出現票價資訊。 網頁持續重整仍然無法順利訂票，也因此讓網友大感不滿。台灣虎航也緊急關閉冬季班表訂位系統，並宣布擇期販售，且原預計8月1日開賣的第二波冬季班表也已經於7月31日宣布延期販售。最終分別在8月17日、8月21日、8月24日、8月28日及9月4日開賣。
- 疾管署3月29日公布2018年首例境外移入麻疹病例，這名病例3月初至泰國旅遊，在回台灣後發燒、咳嗽，又在3月17日搭乘台灣虎航班機到沖繩旅遊，3月19日在日本就醫並確疹麻疹，3月26日在經過傳染期並確定治癒後返台，疾管署立即通報及進行疫情調查。台灣虎航先前對外說法，都是接獲通知就立即配合辦理，只要空服員確診染上麻疹就停止派遣。不過經深入了解，台灣虎航3月26日就已接獲疾管署通知，但3月29日下午才發信通知員工有關感染麻疹旅客曾搭上台灣虎航班機，並請機組員自主健康管理。台灣虎航以重要信件通知員工，從3月29日起至4月4日注意身體狀況，若出現發燒、口腔內側黏膜出現白色斑點、顏面軀幹及四肢有紅色皮疹等典型麻疹臨床症狀，儘速就醫，主動告知相關接觸史並知會職業安全衛生室。